# Guimarotodon
Guimarotodon is een geslacht van uitgestorven zoogdieren uit het Laat-Jura. Het was een relatief vroeg lid van de orde Multituberculata, binnen de onderorde Plagiaulacida, familie Paulchoffatiidae. Het was een herbivoor terwijl grote en kleine dinosauriërs over de wereld zwierven. Guimarotodon leiriensis werd gevonden in het Kimmeridgien (Laat-Jura) van Guimarota, Portugal. Classificatie is gebaseerd op drie onderkaken.

## Naamgeving
De typesoort Guimarotodon leiriensis werd in 1969 benoemd door Gerhard Hahn. De geslachtsnaam Guimarotodon betekent 'Guimarota-tand'. Guimarota is een bruinkoolmijn. Odoon betekent 'tand' in het Ionisch Grieks. De soortaanduiding verwijst naar de herkomst bij het plaatsje Leiria.
Het holotype is V.J. 396-155. Het is een onderste eerste kies.
In 2000 werd door Gerhard en Renate Hahn het specimen V. J. 461-155 toegewezen, tanden van de onderkaak.

## Beschrijving
Guimarotodon vertoont een slanker corpus mandibulae dan Paulchoffatia of Meketibolodon. De onderrand ervan is afgerond. Het meest opvallende kenmerk van dit geslacht is de morfologie van de P3-4 en de M1. Het corpus mandibulae is het deel van de kaak onder de tandenrij. P3-4 zijn onderste premolaren, terwijl M1 een onderste molaar is.
De snijtand is relatief weinig gebogen en de wortel is van vergelijkbare lengte als die van Meketibolodon, iets langer dan de kroon, en strekt zich uit tot onder de voorste premolaren. (Beide citaten uit Hahn & Hahn 2000, p. 105-106). De eerste premolaar heeft twee wortels. De derde premolaar is langer dan de tweede. De vierde premolaar heeft aan de lipzijde een extra rij knobbeltjes onder de hoofdknobbels. De eerste kies heeft drie knobbels aan de tongzijde en drie aan de lipzijde, waarbij de voorste knobbel aan de tongzijde kleiner is dan de middelste knobbel en er nauw bij aansluitend. De middelste knobbel aan de lipzijde is groot en staat meer naar het midden van het kauwvlak. De voorste en achterste knobbels aan de lipzijde zijn onderverdeeld in kleinere knobbeltjes aan de buitenrand. Bij de tweede kies staat de middelste knobbel aan de lipzijde helemaal in het midden van het kauwvlak en is de achterste knobbel aan de tongzijde groot.

## Fylogenie
Guimarotodon is in de Paulchoffatiidae geplaatst.